# Adriana Almeida
Adriana Almeida (* 28. Juni 2001) ist eine kap-verdische Sprinterin.

## Sportliche Laufbahn
Erste internationale Erfahrungen sammelte Adriana Almeida bei den Afrikanischen Jugendspielen 2018 in Algier, bei denen sie im 200-Meter-Lauf in 24,97 s den fünften Platz belegte und über 100 Meter in 12,30 s Rang sechs erreichte. Damit qualifizierte sie sich für die Olympischen Jugendspiele in Buenos Aires, bei denen sie im Finale disqualifiziert wurde. Im Jahr wurde sie im 100-Meter-Lauf mit neuem Landesrekord von 12,12 s Vierte bei den Juniorenafrikameisterschaften in Abidjan. Auch über 200 Meter stellte sie im Vorlauf einen neuen Landesrekord auf und wurde mit 25,02 s im Finale Achte.

## Persönliche Bestzeiten
- 100 Meter: 12,12 s (+0,2 m/s), 17. April 2019 in Abidjan (Kap-verdischer Rekord)
- 200 Meter: 24,92 s (+1,1 m/s), 18. April 2019 in Abidjan (Kap-verdischer Rekord)